# Nannoprionus insignis
Nannoprionus insignis är en skalbaggsart som beskrevs av Aurivillius 1907. Nannoprionus insignis ingår i släktet Nannoprionus och familjen långhorningar.
Artens utbredningsområde är Nigeria. Inga underarter finns listade i Catalogue of Life.